# Bear Skinned Beauties
Bear Skinned Beauties è un cortometraggio muto del 1920 sceneggiato e diretto da Fred Windemere (come Fred C. Windemere)

## Produzione
Il film fu prodotto dalla Century Film.

## Distribuzione
Distribuito dall'Universal Film Manufacturing Company, il film - un cortometraggio in due bobine - uscì nelle sale cinematografiche USA il 12 luglio 1920.